# Vladyslav Krykliy
Vladyslav Krykliy (en ukrainien : Владислав Артурович Криклій), né le 23 novembre 1986 à Kiev est un homme politique ukrainien, membre du Serviteur du Peuple.

## Biographie
Il a fait ses études à l'Université de Kiev et a travaillé tant pour l’administration que pour le privé.
Il est ministre des Infrastructures des Gouvernement Hontcharouk et Gouvernement Chmyhal. Le 14 mai 2021 il présentait sa démission à la suite d'un article le présentant comme à la tête d'un cabinet noir, le 18, sa démission était officialisée par un vote de la Rada